# Vall del Caixmir

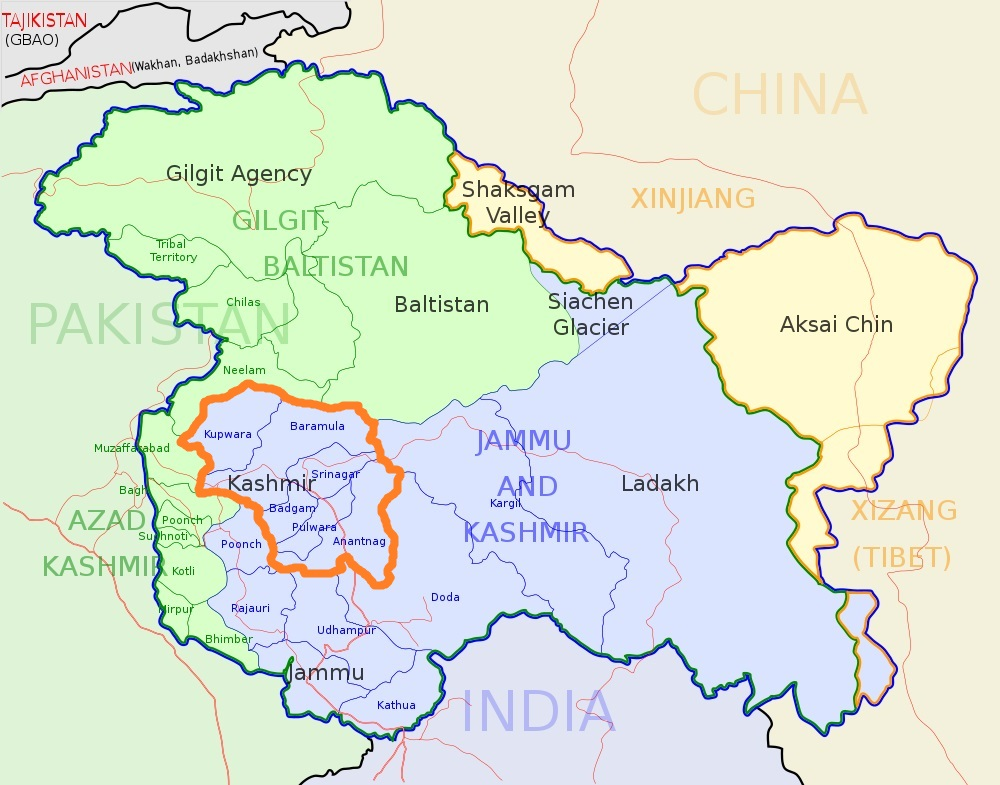
La vall del Caixmir (vorejat en ataronjat), que juntament amb Jammu i Ladakh componen l'estat indi de Jammu i Caixmir

La Vall del Caixmir és una vall localitzada entre els grups de muntanyes conegudes com a Karakoram i Pir Panjal, a l'estat  indi de Jammu i Caixmir. Té prop de 135 km de llarg i 32 km d'ample, format pel riu Jhelum. La vall de Caixmir és una de les tres divisions administratives de l'estat de Jammu i Caixmir, i conté els districtes d'Anantnag, Baramulla, Budgam, Bandipore, Ganderbal, Kupwara, Kulgam, Pulwama, Shopian i Srinagar.